# Clausena heptaphylla
Clausena heptaphylla är en vinruteväxtart som först beskrevs av William Roxburgh, och fick sitt nu gällande namn av Wight & Arn.. Clausena heptaphylla ingår i släktet Clausena och familjen vinruteväxter. Inga underarter finns listade i Catalogue of Life.